# Open de Madrid (golf)
El Madrid Open fue una competición anual para golfistas masculinos que se jugó en campos de golf cercanos a Madrid desde 1968 hasta 2007, salvo un lapso de siete años entre 1994 y 2000. 
Fue un evento para golfistas profesionales del European Tour desde 1972 hasta 2007. España fue el único país, además del Reino Unido, en albergar más de una competición en 1972; el otro torneo español era el Spanish Open. 
En el año 2006 los premios sumaban un millón de €, el más bajo importe dentro del European Tour. En 2008 se creó en su lugar una nueva competición llamada Madrid Masters.

## Ganadores
Open de Madrid Valle Romano
- 2007 Mads Vibe-Hastrup - Dinamarca

XXXII Banco de Madrid Valle Romano Open de Madrid Golf Masters
- 2006 Ian Poulter - Inglaterra

Open de Madrid
- 2005 Raphaël Jacquelin - Francia
- 2004 Richard Sterne - Sudáfrica

Telefónica Open de Madrid
- 2003 Ricardo González - Argentina
- 2002 Steen Tinning - Dinamarca
- 2001 Retief Goosen - Sudáfrica

Madrid Open
- 1994-2000 No se celebró
- 1993 Des Smyth - República de Irlanda

Iberia Madrid Open
- 1992 David Feherty - Irlanda del Norte

Madrid Open
- 1991 Andrew Sherborne - Inglaterra

Cespa Madrid Open
- 1990 Bernhard Langer - Alemania
- 1989 Severiano Ballesteros - España
- 1988 Derrick Cooper - Inglaterra
- 1987 Ian Woosnam - Gales
- 1986 Howard Clark - Inglaterra
- 1985 Manuel Piñero - España
- 1984 Howard Clark - Inglaterra
- 1983 Sandy Lyle - Escocia
- 1982 Severiano Ballesteros - España

Madrid Open
- 1981 Manuel Piñero - España
- 1980 Severiano Ballesteros - España
- 1979 Simon Hobday - Sudáfrica
- 1978 Howard Clark - Inglaterra
- 1977 Antonio Garrido - España
- 1976 Francisco Abreu - España
- 1975 Bob Shearer - Australia
- 1974 Manuel Piñero - España
- 1973 Germán Garrido - España
- 1972 Jimmy Kinsella - República de Irlanda

pre-European Tour
- 1971 Valentin Barrios - España
- 1970 Manuel Cabrera - España
- 1969 Ramón Sota - España
- 1968 Germán Garrido - España